# ラスクリジイェ
ラスクリジイェ（Razkrižje, ハンガリー語：Ráckanizsa）は、スロベニアの市である。